# FIS-Regeln
Die FIS-Regeln sind allgemeine Verhaltensempfehlungen des Internationalen Ski-Verbandes FIS für Skifahrer und Snowboarder. Sie sind dafür da, Unfälle und gegenseitiges Gefährdungen zu vermeiden. Der oberste Grundsatz der FIS-Regeln lautet „Rücksicht“.

## Die FIS-Regeln

### 1. Rücksicht auf die anderen Skifahrer und Snowboarder
Jeder Skifahrer und Snowboarder muss sich so verhalten, dass er keinen anderen gefährdet, schädigt oder ihn in der Ausübung seiner Tätigkeit einschränkt.

### 2. Beherrschung der Geschwindigkeit und der Fahrweise
Jeder Skifahrer und Snowboarder muss auf Sicht fahren. Er muss seine Geschwindigkeit und seine Fahrweise seinem Können und den Gelände-, Schnee- und Witterungsverhältnissen sowie der Verkehrsdichte anpassen.

### 3. Wahl der Fahrspur
Der von hinten kommende Skifahrer oder Snowboarder muss seine Fahrspur so wählen, dass er vor ihm fahrende Skifahrer und Snowboarder nicht gefährdet.

### 4. Überholen
Überholt werden darf von oben oder unten, von rechts oder links, aber immer nur mit einem Abstand, der dem überholten Skifahrer oder Snowboarder für alle seine Bewegungen genügend Raum lässt.

### 5. Einfahren und Anfahren
Jeder Skifahrer und Snowboarder, der in eine Skiabfahrt einfahren, nach einem Halt wieder anfahren oder hangaufwärts schwingen oder fahren will, muss sich nach oben und unten vergewissern, dass er dies ohne Gefahr für sich und andere tun kann.

### 6. Anhalten
Jeder Skifahrer und Snowboarder muss es vermeiden, sich ohne Not an engen oder unübersichtlichen Stellen einer Abfahrt aufzuhalten. Ein gestürzter Skifahrer oder Snowboarder muss eine solche Stelle so schnell wie möglich freimachen.

### 7. Aufstieg und Abstieg
Ein Skifahrer oder Snowboarder, der aufsteigt oder zu Fuß absteigt, muss den Rand der Abfahrt benutzen.

### 8. Beachten der Zeichen
Jeder Skifahrer und Snowboarder muss die Markierung und die Signalisierung beachten.

### 9. Hilfeleistung
Bei Unfällen ist jeder Skifahrer und Snowboarder zur Hilfeleistung verpflichtet.

### 10. Ausweispflicht
Jeder Skifahrer und Snowboarder, ob Zeuge oder Beteiligter, ob verantwortlich oder nicht, muss im Falle eines Unfalles seine Personalien angeben.

## Geschichte
Auf ihrem Kongress im Mai 1967 in Beirut beschloss die FIS nicht nur die Übernahme des bisher von ihr unabhängig organisierten Skiweltcups, sondern auch zehn Verhaltensregeln für Skifahrer. Drei Jahre zuvor waren in Deutschland von Rudolf Nirk aus dem allgemeinen Verhaltensgrundsatz, andere nicht schuldhaft zu schädigen oder zu gefährden, sowie aus bereits erfolgten Gerichtsentscheidungen sogenannte Eigenregeln des Skilaufens entwickelt worden, von denen wesentliche Inhalte in die FIS-Regeln übernommen wurden. In Österreich wurde 1970 vom Vorläufer des heutigen Kuratoriums für alpine Sicherheit der Entwurf für eine Pistenordnung (POE) veröffentlicht, der als Grundlage für Landesgesetze dienen sollte und in Bezug auf das Verhalten der Skifahrer inhaltsgleiche Bestimmungen enthielt wie die FIS-Regeln und nur für Skipisten formuliert war. Derartige Gesetze wurden allerdings nie beschlossen.
Erstmals geändert wurden die Regeln im Jahr 1990: Es wurde in Bezug auf „Vorfahrt“ nur noch zwischen stehenden und fahrenden Pistenbenutzern unterschieden, unabhängig von deren Bewegungsrichtung. Regel 5 lautete zuvor „Pflichten des unteren und des querenden Skifahrers: Wer in eine Abfahrtsstrecke einfahren oder ein Skigelände queren (traversieren) will…“. Die zweite und bisher die letzte Änderung erfolgte im Jahr 2002 auf dem Kongress in Portoroz; dabei wurden sowohl Snowboarder in den Text aufgenommen als auch die Passage „hangaufwärts schwingen oder fahren“ in Regel 5 eingefügt, um den neuen Möglichkeiten des Carving Rechnung zu tragen.

## Rechtliches

### Haftpflicht

#### Europäische Union
In allen EU-Ländern außer Dänemark gilt die Verordnung 864/2007 (Rom II) für außervertragliche Schuldverhältnisse, nach deren Artikel 17 „bei der Beurteilung des Verhaltens der Person, deren [privatrechtliche] Haftung geltend gemacht wird, […] faktisch und soweit angemessen die Sicherheits- und Verhaltensregeln zu berücksichtigen [sind], die an dem Ort und zu dem Zeitpunkt des haftungsbegründenden Ereignisses in Kraft sind“.

#### Deutschland
„Der Skifahrer hat sich auf befahrenen Abfahrten grundsätzlich so zu verhalten, daß er keinen anderen gefährdet oder schädigt.“

Die Verhaltensregeln der FIS gelten als Konkretisierung der allgemeinen Sorgfaltspflicht bei der sogenannten parallelen Sportausübung (d. h. insbesondere ständige Vorsicht und gegenseitige Rücksichtnahme) nicht nur für Skifahrer und Snowboarder, sondern „für den Gebrauch aller Wintersportgeräte, die durch ihre Gleiteigenschaft eine Abfahrt ermöglichen“, also auch für Benutzer von Skibobs, beim Rodeln usw. Bei Unfällen sind die am Unfallort geltenden Verhaltensregeln zu beachten, ungeachtet der Frage, welches Haftungsrecht Anwendung findet (stoßen z. B. zwei deutsche Skiläufer in Österreich zusammen, gilt zwar deutsches Haftungsrecht, jedoch sind die örtlichen Unfallregeln – in Österreich also ebenfalls die FIS-Regeln – heranzuziehen).
Nach der Regel 3 hat der vorausfahrende Skifahrer uneingeschränkt Vorrang, wohingegen der hinterherfahrende Skifahrer ausreichenden Abstand einhalten muss. Der von oben kommende Skifahrer muss in vorausschauender Weise mit allen Fahrbewegungen des unten Fahrenden rechnen (weite Schwünge, Schrägfahrten, Bögen mit großem Radius sowie jederzeitigen Richtungswechsel). Insbesondere darf der von hinten Kommende nicht darauf vertrauen, dass der Vorausfahrende seine kontrollierte Fahrweise in einem bestimmten Bereich beibehält. Demgegenüber muss sich der Vorausfahrende „nicht hangwärts nach oben und schon gar nicht nach hinten orientieren“, sondern hat nur die Pflicht zur Beachtung der in seinem Gesichtsfeld liegenden Vorgänge.
Ein Mitverschulden wegen Verstoßes gegen die FIS-Regel 5 kommt auch dann nicht in Betracht, wenn der unten Fahrende sich nur langsam unter „äußerst geringfügiger“ Ausnutzung von Hangneigung und Schwerkraft bewegt, da er noch fährt und deshalb nach der FIS-Regel Nr.3 Vorrang vor den von oben kommenden Skifahrern hat.
Auch ein Unfall zwischen zwei Skikursteilnehmern führt nicht zu einer Haftungsprivilegierung des von oben kommenden Fahrers und entbindet ihn nicht von seinen Sorgfaltspflichten. Dass ihn der Skilehrer zum Losfahren aufgefordert haben will, ändert an seiner persönlichen Sorgfaltspflicht ebenfalls nichts.
Nach der deutschen Rechtsprechung ist somit von folgenden Grundsätzen auszugehen: Beachtet ein Skifahrer die FIS-Regeln, ist sein Verhalten im Regelfall nicht pflichtwidrig.
Anders als beim Auffahrunfall gibt es wegen der vielen möglichen Situationen und Fahrweisen auf der Piste keinen Anscheinsbeweis, wenn der Hergang eines Zusammenstoßes nicht geklärt werden kann. Der Geschädigte muss in diesem Fall ein Verschulden des Gegners beweisen, wenn er Schadensersatz fordert. Ist dagegen eindeutig, wer der von hinten kommende Unfallbeteiligte war, dann wird von einem typischen Geschehensablauf – Verstoß gegen FIS-Regel 3 – ausgegangen, der durch Beweis des Gegenteils widerlegt werden muss, um ein Verschulden des Auffahrenden auszuschließen.

#### Österreich
Auch nach österreichischem Recht handelt es sich bei den FIS-Regeln weder um Rechtsnormen noch um gewohnheitsrechtliche Bestimmungen. Ihnen kommt aber als Zusammenfassung der Sorgfaltspflichten, die bei der Ausübung des alpinen Schisportes im Interesse aller Beteiligten zu beachten sind, und bei der Anwendung des allgemeinen Grundsatzes, dass sich jeder so verhalten muss, dass er keinen anderen gefährdet, erhebliche Bedeutung zu.
Das Vorsichtsgebot beim Hangaufwärtsschwingen in Regel 5 gilt auch im Bereich von Pistenkreuzungen. So bekam ein Skifahrer, der an der Einmündung einer Skiroute in eine Piste aufwärts gecarvt war, die Alleinschuld für einen Zusammenstoß zugesprochen, denn er habe bei „eher untypische[n] Fahrlinien […] besondere Aufmerksamkeit aufzuwenden“ und erkennen können, dass er für die Klägerin nicht wahrnehmbar war.

#### Schweiz
Wie in Deutschland und Österreich sind auch in der Schweiz die FIS-Regeln keine Rechtsnormen, sondern Verhaltensregeln, die „als Massstab für die im Skisport üblicherweise zu beachtende Sorgfalt“ herangezogen werden können. Als weitere Orientierung gelten die Richtlinien für Skifahrer und Snowboarder der Schweizerischen Kommission für Unfallverhütung auf Schneesportabfahrten (SKUS). Diese forderten in früheren Ausgaben von Snowboardern noch ausdrücklich einen „Schulterblick“ insbesondere vor backside turns.

#### Italien
Mit dem Landesgesetz vom 26. Februar 1981, Nr. 6 beschloss die Autonome Provinz Bozen-Südtirol erstmals eine Pistenordnung, die durch das Landesgesetz vom 23. November 2010, Nr. 14 über die Ordnung der Skigebiete ersetzt wurde und in Art. 17ff. im Wesentlichen die FIS-Regeln, aber auch weitere bzw. zum Teil abweichende Vorschriften enthält (so z. B. eine rechts vor links-Regel an Kreuzungen und den Vorrang von Pistenfahrzeugen). Mit dem Gesetz vom 24. Dezember 2003, Nr. 363 beschloss der Staat dann eine in der ganzen Republik Italien geltende Rechtsnorm. Wie im Südtiroler Landesgesetz gibt es eine rechts vor links-Regel an Kreuzungen und keine konkreten Bestimmungen für das Losfahren nach dem Anhalten und das Hangaufwärtsschwingen. Bemerkenswert ist auch die Annahme eines gleichen Mitverschuldens aller Beteiligten an einem Zusammenstoß bis zum Beweis des Gegenteils.

#### Frankreich
In Frankreich haben die FIS-Regeln ebenfalls nicht den Status eines Gesetzes, werden jedoch bei zivilrechtlichen Verfahren häufig zitiert, um die Verpflichtung zu Vorsicht und Sorgfalt bzw. deren Nichtbeachtung genauer zu begründen. Eine Besonderheit im französischen Privatrecht ist die verschuldensunabhängige Sachhalterhaftung nach Art. 1384 Abs. 1 Code civil, die auch auf Sportgeräte angewendet werden kann.
In einigen Skigebieten haben die FIS-Regeln bzw. wesentliche ihrer Bestimmungen durch Gemeindeverordnung direkte Rechtskraft.

#### Spanien
Auch in Spanien gibt es kein spezielles „Skigesetz“; Urteile ergehen anhand der allgemeinen Vorschriften im Código Civil zum Schadensersatz. Ein solcher wurde bei Skikollisionen zugesprochen, wenn die Verhaltensweise „gegen die Regeln der Vorsicht“ verstoßen hatte. Die Guía Cívica del Esquiador der katalanischen Bergbahnenverbandes ACEM orientiert sich stark an den FIS-Regeln.